# William Dean
William Frishe Dean (sinh ngày 1 tháng 8 năm 1899 – 24 tháng 8 năm 1981) là một thiếu tướng trong quân đội Hoa Kỳ trong Thế chiến thứ hai và chiến tranh Triều Tiên, Ông đã nhận được Huân chương Danh dự cho hành động của mình vào ngày 20 và 21 tháng 7 năm 1950, trong Trận Taejon tại Hàn Quốc. Dean cũng là sĩ quan cao cấp nhất của Mỹ bị bắt bởi Bắc Triều Tiên trong cuộc chiến tranh Triều Tiên.

### Tư liệu
- Alexander, Bevin (2003), Korea: The First War We Lost, New York, New York: Hippocrene Books, ISBN 978-0-7818-1019-7
- Appleman, Roy E. (1998), South to the Naktong, North to the Yalu: United States Army in the Korean War, Washington, D.C.: Department of the Army, ISBN 978-0-16-001918-0, Bản gốc lưu trữ ngày 2 tháng 11 năm 2013, truy cập ngày 15 tháng 1 năm 2013
- Dean, William F. (1973), General Dean's Story, London, England: Greenwood Press, ISBN 978-0-8371-6690-2
- Ecker, Richard E. (2004), Battles of the Korean War: A Chronology, with Unit-by-Unit United States Causality Figures & Medal of Honor Citations, Jefferson, North Carolina: McFarland & Company, ISBN 978-0-7864-1980-7
- Fehrenbach, T.R. (2001) [1994], This Kind of War: The Classic Korean War History – Fiftieth Anniversary Edition, Washington, D.C.: Potomac Books Inc., ISBN 978-1-57488-334-3
- Gugeler, Russell A. (2005), Combat Actions in Korea, Honolulu, Hawaii: University Press of the Pacific, ISBN 978-1-4102-2451-4
- Malkasian, Carter (2001), The Korean War, Oxford, United Kingdom: Osprey Publishing, ISBN 978-1-84176-282-1
- Millett, Allan R. (2010), The War for Korea, 1950–1951: They Came from the North, Kansas City, Kansas: University Press of Kansas, ISBN 978-0-7006-1709-8
- Varhola, Michael J. (2000), Fire and Ice: The Korean War, 1950–1953, Mason City, Iowa: Da Capo Press, ISBN 978-1-882810-44-4
- Young, Gordon Russell (1959), Army Almanac: A Book of Facts Concerning the Army of the United States, Mechanicsburg, Pennsylvania: Stackpole Books, ISBN ASIN B0006D8NKK {{Chú thích}}: Kiểm tra giá trị |isbn=: ký tự không hợp lệ (trợ giúp)